# Ciclisme als Jocs Olímpics d'estiu 2008 - Ciclisme en ruta femení

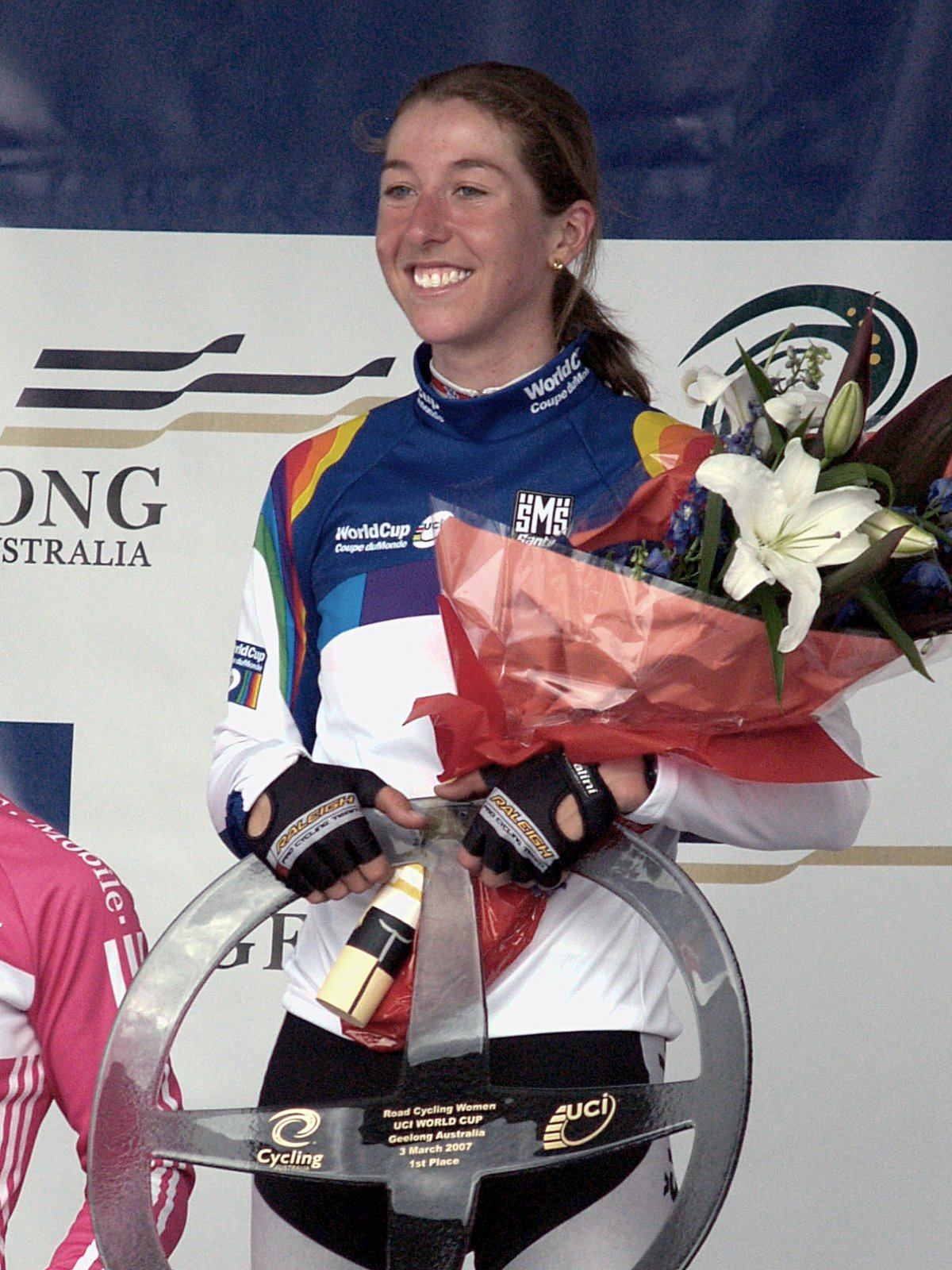
Imatge de la guanyadora de la medalla d'or Nicole Cooke.

La prova de Ciclisme en ruta femení dels Jocs Olímpics de Pequín 2008 es va disputar el 10 d'agost de 2008 en un circuit pels voltants de Pequín. La distància a recórrer era de 126,4 km i hi van prendre part 66 dones de 33 països.
La forta pluja que va acompanyar les ciclistes durant tota la cursa va complicar la seva marxa. Un grup de cinc ciclistes es va poder escapolir durant la darrera volta i es van jugar la victòria a l'esprint sent la més forta de totes i vencedora final la britànica Nicole Cooke. Amb aquesta victòria Cooke guanyava la medalla d'or número 200 de la història dels Jocs Olímpics per al seu país. La segona, i medalla de plata, fou la sueca Emma Johansson, mentre que la tercera fou la italiana Tatiana Guderzo.
Diverses caigudes es produïren durant la cursa fruit de la molta aigua que hi havia en el circuit, entre elles la sud-coreana Heejung Son i la russa Natalia Boyarskaya. També hi hagué problemes amb les indicacions de la cursa, pobres i escasses, que portaren a confusions.
En aquesta cursa hi prengué part la francesa Jeannie Longo, que participava en els seus setens Jocs Olímpics, i que finalitzà en 24a posició.

## Medallistes
| Or           | Plata          | Bronze          |
| Nicole Cooke | Emma Johansson | Tatiana Guderzo |

## Antecedents

### Favorits
La principal favorita a la victòria final era l'alemanya Judith Arndt, segona a Atenes 2004. Arndt a més havia guanyat la recent Coupe du Monde Cycliste Féminine de Montréal, demostrant una forma física excel·lent en els mesos previs. Altres favorites eren la líder de la classificació femenina de l'UCI, l'holandesa Marianne Vos, la britànica Nicole Cooke i la italiana Noemi Cantele.

### Un cas de dopatge
Aquesta competició no va estar lliure del dopatge i en els dies previs es donà a conèixer el positiu per EPO de la catalana Maribel Moreno, sent aquest el primer cas de dopatge d'aquests Jocs Olímpics. Moreno no va arribar a córrer la cursa, ja que dies abans de fer-se públic el positiu havia marxat de Pequín al·ludint a una crisi d'ansietat

## Classificació final
| Posició | Ciclista                      | Temps      |
| ------- | ----------------------------- | ---------- |
| Or      | Nicole Cooke                  | 3h 32' 24" |
| Plata   | Emma Johansson                | m. t.      |
| Bronze  | Tatiana Guderzo               | m. t.      |
| 4       | Christiane Soeder             | + 4"       |
| 5       | Linda Melanie Villumsen Serup | + 8"       |
| 6       | Marianne Vos                  | + 21"      |
| 7       | Priska Doppman                | + 21"      |
| 8       | Paulina Brzezna               | + 21"      |
| 9       | Edita Pucinskaite             | + 21"      |
| 10      | Zulfià Zabírova               | + 21"      |

| Classificació final (11–62) | Classificació final (11–62)       | Classificació final (11–62) | Classificació final (11–62) |
| --------------------------- | --------------------------------- | --------------------------- | --------------------------- |
| 11                          | Jolanta Polikeviciute             | + 21"                       |                             |
| 12                          | Iúlia Martissova                  | + 21"                       |                             |
| 13                          | Christel Ferrier Bruneau          | + 21"                       |                             |
| 14                          | Maryline Salvetat                 | + 21"                       |                             |
| 15                          | Noemi Cantele                     | + 21"                       |                             |
| 16                          | Min Gao                           | + 28"                       |                             |
| 17                          | Leigh Hobson                      | + 28"                       |                             |
| 18                          | Nicole Brandli                    | + 28"                       |                             |
| 19                          | Anna Sanchis                      | + 28"                       |                             |
| 20                          | Trixi Worrack                     | + 28"                       |                             |
| 21                          | Susanne Ljungskog                 | + 28"                       |                             |
| 22                          | Ievhènia Vissotska                | + 31"                       |                             |
| 23                          | Emma Pooley                       | + 31"                       |                             |
| 24                          | Jeannie Longo-Ciprelli            | + 33"                       |                             |
| 25                          | Kristin Armstrong                 | + 43"                       |                             |
| 26                          | Anita Valen de Vries              | + 53"                       |                             |
| 27                          | Modesta Vzesniauskaite            | + 53"                       |                             |
| 28                          | Joanne Kiesanowski                | + 53"                       |                             |
| 29                          | Oenone Wood                       | + 53"                       |                             |
| 30                          | Grete Treier                      | + 53"                       |                             |
| 31                          | Miho Oki                          | + 53"                       |                             |
| 32                          | Tetiana Stiàjkina                 | + 53"                       |                             |
| 33                          | Amber Neben                       | + 53"                       |                             |
| 34                          | Marissa van der Merwe             | + 53"                       |                             |
| 35                          | Sharon Laws                       | + 53"                       |                             |
| 36                          | Mirjam Melchers-van Poppel        | + 53"                       |                             |
| 37                          | Erinne Willock                    | + 59"                       |                             |
| 38                          | Sara Carrigan                     | + 1' 01"                    |                             |
| 39                          | Hanka Kupfernagel                 | + 1' 01"                    |                             |
| 40                          | Natalia Boyarskaya                | + 1' 21"                    |                             |
| 41                          | Judith Arndt                      | + 1' 27"                    |                             |
| 42                          | Oksana Kashchyshyna               | + 1' 49"                    |                             |
| 43                          | Alexandra Burchenkova             | + 4' 08"                    |                             |
| 44                          | Lieselot Decroix                  | + 4' 11"                    |                             |
| 45                          | Alessandra Giusseppina Grassi     | + 4' 11"                    |                             |
| 46                          | Monika Schachl                    | + 4' 13"                    |                             |
| 47                          | Chantal Beltman                   | + 4' 38"                    |                             |
| 48                          | Lang Meng                         | + 5' 18"                    |                             |
| 49                          | Sigrid Teresa Corneo              | + 7' 05"                    |                             |
| 50                          | Alexandra Wrubleski               | + 7' 12"                    |                             |
| 51                          | Clemilda Fernandes                | + 8' 37"                    |                             |
| 52                          | Christine Thorburn                | + 8' 43"                    |                             |
| 53                          | Catherine Cheatley                | + 8' 43"                    |                             |
| 54                          | Daniely del Valle Garcia Buitriag | + 10' 01"                   |                             |
| 55                          | Marta Vilajosana                  | + 10' 01"                   |                             |
| 56                          | Sara Mustonen                     | + 10' 01"                   |                             |
| 57                          | Angie Sabrina González García     | + 10' 01"                   |                             |
| 58                          | Sungeun Gu                        | + 12' 35"                   |                             |
| 59                          | Cherise Taylor                    | + 15' 09"                   |                             |
| 60                          | Yumari Gonzalez                   | + 19' 15"                   |                             |
| 61                          | Chanpeng Nontasin                 | + 19' 27"                   |                             |
| 62                          | Aurelie Halbwachs                 | + 19' 47"                   |                             |

### Abandonaments
Quatre ciclistes no acabaren la cursa.
- Heejung Son
- Vera Carrara
- Kate Bates
- Jennifer Hohl